# ژان-پیر پاپن
ژان-پیر پاپن (به فرانسوی: Jean-Pierre Papin) (زاده ۵ نوامبر ۱۹۶۳ در بولوین-سور-مر) بازیکن فوتبال سابق فرانسوی است که در سال ۱۹۹۱ به عنوان مرد سال فوتبال اروپا انتخاب شد. وی بیشترین موفقیت خود را در دوران بازی در تیم فوتبال المپیک مارسی مابین سال‌های ۱۹۸۶ تا ۱۹۹۲ به دست آورد. او سپس برای تیم‌های میلان، بایرن مونیخ، بوردو، گنگام، ساینت پیه رویز و کاپ فرت آمریکا بازی کرد. پاپن همچنین ۵۴ بازی برای تیم ملی فرانسه انجام داده‌است. وی به زدن شوت‌های ناگهانی شهرت داشت. وی با وجود اینکه فقط ۳۱ بازی برای تیم کلوب بروژ بلژیک انجام داده بود توسط حامیان این تیم در سال ۲۰۰۸ به عنوان بهترین بازیکن خارجی تاریخ این تیم انتخاب شد.

## دوران بازیگری
پاپن در ۵۴ بازی ملی ۳۰ گل برای فرانسه به ثمر رساند. وی در جام جهانی ۱۹۸۶ مکزیک که فرانسه سوم شد و نیز در جام ملت‌های اروپای ۱۹۹۲ به میدان رفت. وی آخرین بازی خود را برای تیم ملی فرانسه در سال ۱۹۹۵ انجام داد.
در عرصه باشگاهی وی پس از حضور در تیم‌های ای.اِن.اِف. ویشی، والنسییِن، بروژ و دوران موفقیت‌آمیز تیم المپیک مارسی در سال ۱۹۹۲ با مبلغ ده میلیون پوند به تیم آث میلان ایتالیا پیوست که در آن زمان بالاترین رکورد در جهان محسوب می‌شد. هر چند بخاطر مصدومیت‌های فراوان و عدم هماهنگی با تیم هیچ‌گاه نتوانست توانایی‌های قبلی خود را در این تیم نشان دهد. وی در سال ۱۹۹۴ به بایرن مونیخ پیوست که با مصدومیت مجدد وی همراه بود. وی یکی از اعضای تیم بایرن مونیخ در قهرمانی در جام یوفا ۱۹۹۶ بود که با پیروزی مقابل تیم بوردو به دست آمد. تیمی که وی بعدها به آن ملحق شد. پاپن دوران حرفه‌ای بازیگری خود را در سال ۱۹۹۸ با تیم دسته دومی گنگام به پایان رسانید.
وی همچنین پس از مدتی مربیگری در تیم‌های فرانسوی در سال ۲۰۰۹ دز سن ۴۵ سالگی به عنوان بازیکن به تیم آماتور بیگانوس بوینس پیوست.

## دوران مربیگری
وی در سال ۲۰۰۴ هدایت تیم آماتور اف.ث.بَسَن د-آراشُن را بر عهده گرفت و در ماه مه ۲۰۰۶ به عنوان سر مربی تیم استراسبورگ انتخاب شد و این تیم را به لیگ دسته اول فرانسه بازگردانید ولی مدتی نگذشت که به دلیل اختلافات و مشکلات به وجود آمده در باشگاه مجبور به استعفا شد و سپس هدایت تیم لانس را بر عهده گرفت. لانس و پاپن برای سقوط نکردن به لیگ دسته دوم تلاش می‌کردند در حالی که این تیم از جام یوفا و جام حذفی فرانسه نیز حذف شده بود. در ۲۹ دسامبر ۲۰۰۹ تیم چاتورو پاپن را استخدام کرد و در مه ۲۰۱۰ وی از مقام خود استعفا داد.

## آمار بازی‌های ملی
| تیم ملی فرانسه | تیم ملی فرانسه | تیم ملی فرانسه |
| سال            | بازی           | گل             |
| -------------- | -------------- | -------------- |
| ۱۹۸۶           | ۷              | ۲              |
| ۱۹۸۷           | ۳              | ۰              |
| ۱۹۸۸           | ۶              | ۱              |
| ۱۹۸۹           | ۵              | ۳              |
| ۱۹۹۰           | ۶              | ۴              |
| ۱۹۹۱           | ۵              | ۷              |
| ۱۹۹۲           | ۱۰             | ۷              |
| ۱۹۹۳           | ۷              | ۳              |
| ۱۹۹۴           | ۴              | ۳              |
| ۱۹۹۵           | ۱              | ۰              |
| جمع            | ۵۴             | ۳۰             |

## جام‌ها
- لیگ قهرمانان اروپا: ۱۹۹۴
- جام یوفا: ۱۹۹۶
- لیگ اول فرانسه: ۱۹۸۹-۱۹۹۰-۱۹۹۱-۱۹۹۲
- جام حذفی فرانسه: ۱۹۸۹
- سری آ ایتالیا: ۱۹۹۳–۱۹۹۴
- سوپر کاپ ایتالیا: ۱۹۹۲
- لیگ بلژیک: ۱۹۸۶
- کیرین کاپ ژاپن: ۱۹۹۴

## جوایز
- آقای گل لیگ اول فرانسه: ۱۹۸۸-۱۹۸۹-۱۹۹۰-۱۹۹۱-۱۹۹۲
- بازیکن سال فرانسه: ۱۹۸۹–۱۹۹۱
- توپ طلای اروپا: ۱۹۹۱
- توپ طلای مجله اُنزه: ۱۹۹۱
- آقای گل سال جهان: ۱۹۹۱
- آقای گل جام باشگاه‌های اروپا: ۱۹۹۰-۱۹۹۱-۱۹۹۲
- منتخب فیفا ۱۰۰: پاپن در سال ۲۰۰۴ توسط پله به عنوان یکی از ۱۲۵ بازیکن بزرگ در قید حیات فوتبال جهان انتخاب شد.

### به عنوان مربی
- صعود به لیگ دسته اول با استراسبوگ: ۲۰۰۶